# Niort
Niort er en mindre fransk provinsby. Den er hovedsæde i departementet Deux-Sèvres.